# Antonia Göransson
Antonia Göransson , nascida em 1990 , é uma futebolista sueca, que atua como média .  Atualmente, joga pelo FFC Turbine Potsdam. 

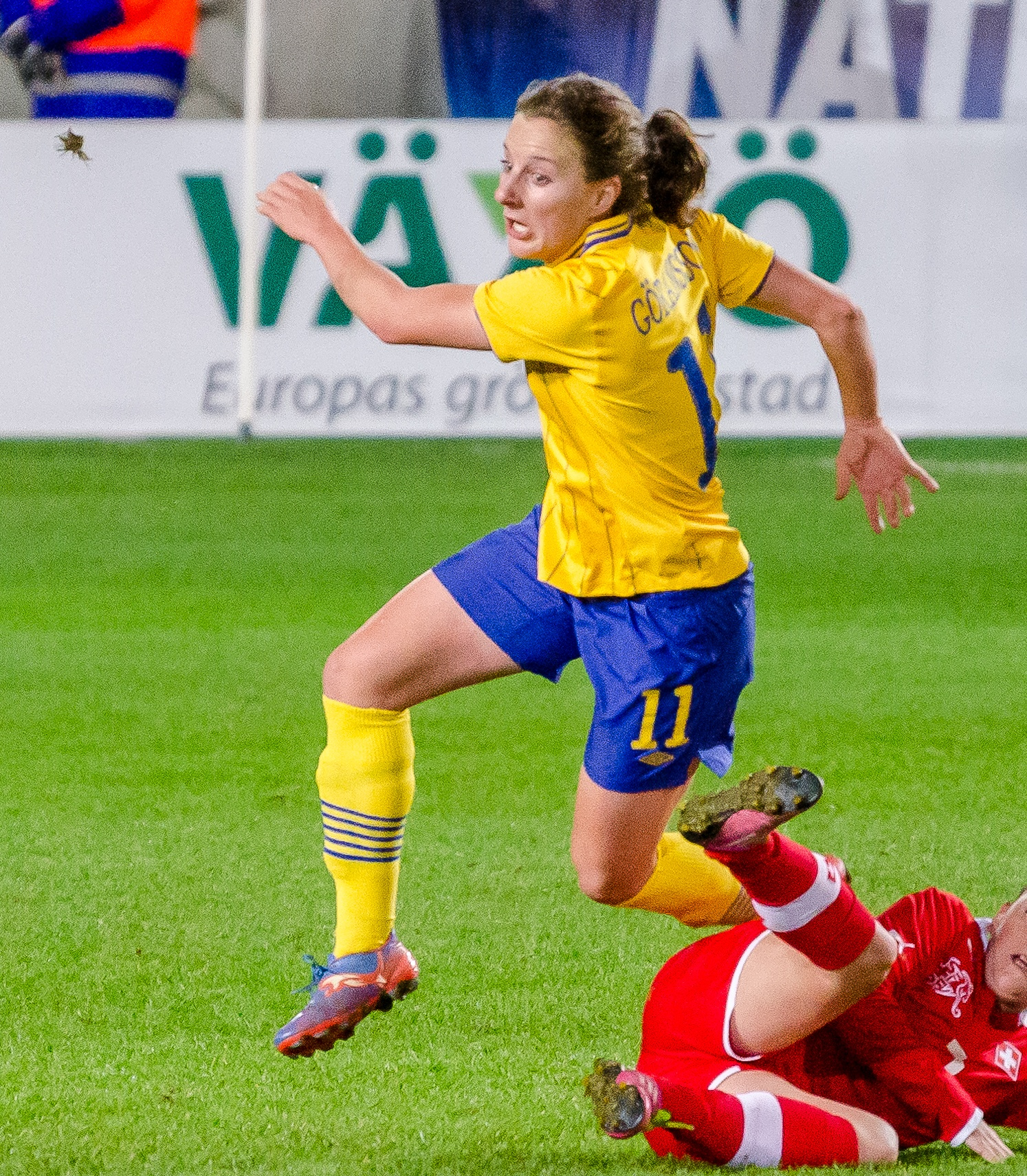
Göransson em atuação pela Seleção Sueca.

## Clubes
- FFC Turbine Potsdam

## Títulos
- Campeonato Alemão de Futebol Feminino – 2012-2013